# رافائل هاروتیونیان
رافائل هاروتیونیان (ارمنی: Ռաֆայել Հարությունյան؛ زادهٔ ۵ ژوئیهٔ ۱۹۵۷) یک مربی اسکیت نمایشی اهل ارمنستان است.